# El detective y la muerte
El detective y la muerte és una pel·lícula espanyola de 1994 dirigida per Gonzalo Suárez pertanyent al cinema negre i amb tints surrealistes. Està interpretada per Héctor Alterio, Charo López i Javier Bardem, qui va aconseguir per aquest paper una Conquilla de Plata al Millor Actor al Festival Internacional de cinema de Sant Sebastià.

## Desenvolupament
La història es desenvolupa en una freda i turbulenta ciutat del nord d'Europa, i compte com el vell magnat G.M (H Alterio) amb gran poder sobre la vida i la mort dels seus congèneres, no pot evitar la seva imminent defunció i per això li regala a la seva filla, amb la qual manté una relació incestuosa, un artefacte amb el qual s'apareixerà en forma d'holograma una vegada que hagi mort. Però la filla el que anhela és veure morta a la seva mare, la Duquessa (Charo López) i per a això envia a un sicari (Carmelo Gómez). Però la Duquessa no està desprotegida ja que el detectiu Cornelio (Javier Bardem) que està perdudament enamorat d'ella, intentarà salvar-la.
Està basada en un relat fantàstic de l'escriptor i poeta danès Hans Christian Andersen (l'autor de gran part dels contes infantils del XIX). El relat "Història d'una mare", narrava les desventures d'una mare buscant al mateix Diable perquè li retornés la vida al seu fill, recentment mort. Aquest relat s'ha emportat al teatre en diverses ocasions i aquesta és la primera vegada que es va emportar al cinema.
La pel·lícula aborda temes complexos com l'incest, la cobdícia, la luxúria i fins a les qüestions paranormals. Segons alguns crítics, encara que els temes tractats permeten una reflexió, la pel·lícula naufraga degut, bàsicament a la seva narrativa pedant perquè “alguns diàlegs són tan repel·lents que creguin rebuig.”
Per a V.J. Benet la trama detectivesca condueix al descobriment d'una veritat tremenda, dramàtica, ocorreguda en el passat i que està relacionada amb els totalitarismes.

## Repartiment
- Javier Bardem: Detective
- Maria de Medeiros: María
- Carmelo Gómez: Hombre Oscuro
- Héctor Alterio: G.M.
- Charo López: Duquessa
- Mapi Galán: Laura
- Francis Lorenzo: D. Luis
- Paulina Gálvez: Ofelia
- Myriam De Maeztu: Rosa

## Premis
Medalles del Cercle d'Escriptors Cinematogràfics de 1994
| Categoria         | Persona       | Resultat  |
| ----------------- | ------------- | --------- |
| Millor fotografia | Carlos Suárez | Guanyador |

IX Premis Goya
| Categoria                    | Persona                 | Resultat |
| ---------------------------- | ----------------------- | -------- |
| Millor guió original         | Gonzalo Suárez          | Nominat  |
| Millor direcció de producció | José Luis García Arrojo | Nominat  |
| Millor fotografia            | José Salcedo Palomeque  | Nominat  |
| Millor música original       | Suso Saiz               | Nominat  |
| Millors efectes especials    | Miroslaw Marchwinski    | Nominat  |